# Municipio de Tenamaxtlán
El municipio de Tenamaxtlán es municipio de la Región Sierra de Amula del estado de Jalisco, México.

## Toponimia
Su nombre ha sido interpretado por algunas personas o autores[¿quién?] como "Lugar donde abundan los fogones", aunque otros afirman que significa "Lugar de tenamaxtles" o "Piedra de fogón".

## Historia
Perteneció al señorío de Autlán. El cacicazgo de Tenamaxtlán comprendía los poblados de Atengo, Ayutla, Soyotlán, Cuyutlán y Tepantla. El poblado estuvo primitivamente en la Mesa de las Tablas, al noroeste de su actual sitio, por donde desaguaba la laguna. Posteriormente los aborígenes mudaron de lugar y se remontaron al cerrito de Ayutepec en donde sufrieron calamidades originadas por una inundación que rodeó el cerro, viéndose obligados a establecerse en el cerro de Bonete, en donde los encontraron los españoles.
Su fundación se debe a los naturales del pueblo viejo de Hilotepeque, quienes se reunieron para fundar en la capilla de Santiago el actual poblado. Sus fundadores fueron las siguientes personas: Francisco de la Cruz, Gaspar Hilario, José Lorenzo, Cristóbal Leonor, Bruno Feliciano, Miguel Lorenzo, Gaspar Florencio, Ambrosio Cayetano, Luis Luciano y Gerónimo Mauricio con sus familias. Se congregaron en el pueblo de Santiago de Tenamaxtlán en 1535. Los naturales se resistieron a bajar en un principio por el temor de las inundaciones pero al final cedieron.
La conquista del lugar se debe a Francisco Cortés de San Buenaventura , quien además estuvo presente en la fundación del poblado junto con Juan de Escárcena, este último como real juez de asentamiento de los pueblos. Francisco recorrió Autlan pasando por Tenamaxtlán y Tecolotlan , rumbo al actual Nayarit , donde protagonizó el pasaje de valles de Banderas. 
Desde 1825 hasta 1910 perteneció al 6° cantón de Autlán. Del decreto del Congreso del 21 de septiembre de 1832 se desprende que Tenamaxtlán ya existía como municipalidad.

## Descripción geográfica

### Ubicación
Tenamaxtlán se localiza en la zona centro sur del estado de Jalisco en las coordenadas extremas de los 20º 11' 30" a los 20º 18' 40" de latitud norte y de los 104° 05' 55" a los 104° 15' 50" de longitud oeste. A una altitud de 1450 metros sobre el nivel del mar.
El municipio colinda al norte con los municipios de Atengo y Tecolotlán; al este con los municipios de Tecolotlán y Juchitlán; al sur con los municipios de Ejutla y Unión de Tula; al oeste con los municipios de Unión de Tula, Ayutla y Atengo.

### Orografía
Casi la mitad de su superficie está conformada por zonas accidentadas (45%) con elevaciones que van de los 1,500 a los 2,000 metros sobre el nivel del mar, tales como: la Sierra de Quila, el cerro de Ayutepe, del Cuago, de San José, Alto de San Gerónimo, del Ceboruco,  y cerro de Los Morales; el resto de la superficie está compuesta por zonas planas (35%) y zonas semiplanas (20%). En las partes centro y noreste la altura varía entre 900 y los 1,500 metros sobre el nivel del mar.
Suelos. El territorio está constituido por terrenos del período terciario. La composición de los suelos es de tipos predominantes Feozem haplíco y Vertisol Pélico y combinado en algunos lugares con Regosol Eutrico.
El municipio tiene una superficie territorial de 33,799 hectáreas, de las cuales 6,328 son utilizadas con fines agrícolas, 13,378 en la actividad pecuaria, 9,500 son de uso forestal, 195 son suelo urbano y 4,398 hectáreas tienen otro uso. En lo que a la propiedad se refiere, una extensión de 16,374 hectáreas es privada y otra de 15,270 es ejidal; 2,155 hectáreas son propiedad comunal.

### Hidrografía
Sus recursos hidrológicos son proporcionados por los ríos y arroyos que conforman la subcuenca hidrológica río Armería, perteneciente a la región Pacífico Centro. Las principales corrientes son: el río Saltillo y los arroyos: Cascozanja, Salitrillo, San Ignacio y Ahueltates; las presas: Miraplanes, Copales, Los Órganos, Colotitlán, Juanacatlán y Presa Grande.

### Clima
El clima es semiseco, con otoño e invierno secos y semicálido, sin cambio térmico invernal bien definido. La temperatura media anual es de 21°C, con máxima de 31 °C y mínima de 15.5 °C. El régimen de las lluvias se registra entre los meses de junio y julio, contando con una precipitación media de 906 milímetros. El promedio anual de días con heladas es de 29.9.

### Fauna y flora

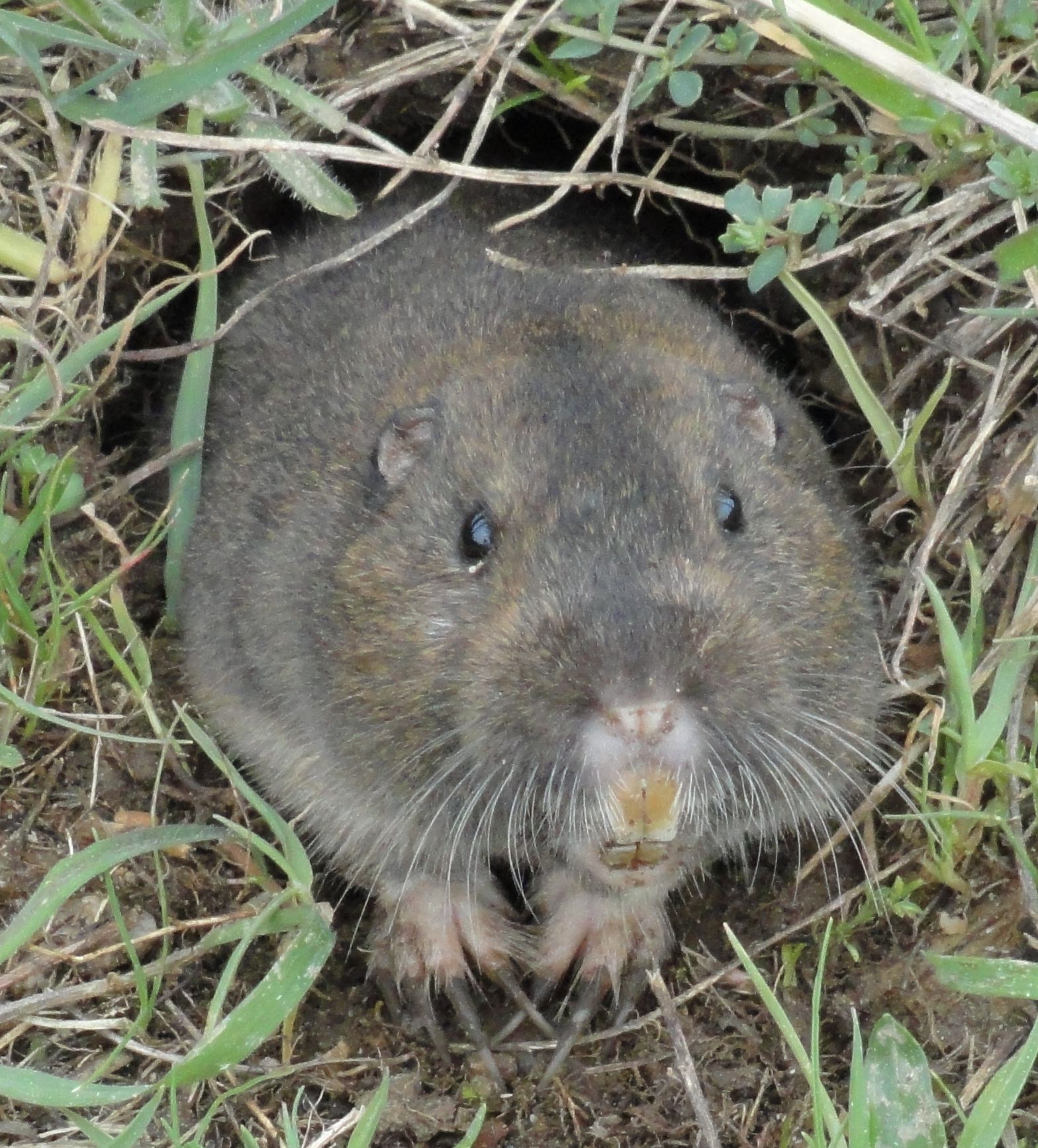
Las tuzas habitan en el municipio.

Su vegetación se compone básicamente de pino, encino, roble, ocote, oyamel, madroño, guayabo, guamúchil, mezquite, copaljocote, pitahayo y nopal.
En esta región habitan:
- leoncillo 
  - Herpailurus yagouaroundi
- venado[6]
  - Odocoileus virginianus
- zorrillo[6]
  - Familia Mephitidae
- tejón[6]
  - Nasua narica
    - N. narica molaris[7]
- mapache[6]
  - Procyon lotor
    - P. lotor hernandezii[7]
- lobo[6]
  - Lontra annectens
- zorro[6]
  - Urocyon cinereoargenteus
    - U. cinereoargenteus nigrirostris[7]
- coyote[6]
  - Canis latrans
    - C. latrans vigilis[7]
- armadillo[6]
  - Dasypus novemcinctus
    - D. novemcinctus mexicanus[7]
- liebre[6]
  - Lepus callotis
    - L. callotis callotis[7]
- conejo[6]
  - Sylvilagus sp.
- tuza[6]/topo[6]
  - Familia Geomyidae
- ardilla[6]
  - Familia Sciuridae
- tlacuache[6][8]
  - Didelphis virginiana [8]
    - D. virginiana californica[7]
- víbora de cascabel[6]
- culebra chirrionera[6]
- codorníz[6]
- pato[6]
- gallareta[6]
- torcaza[6]
- güilota [6]
- Jilguero[6]
- gorrión[6]
- algunos reptiles
- y gran variedad de aves
- habitan esta región.[8]

## Demografía

### Localidades
En el censo de 2020 el municipio de Tenamaxtlán contaba con 18 localidades.
| Código INEGI    | Localidad               | Población (2020) |
| --------------- | ----------------------- | ---------------- |
| 140900001       | Tenamaxtlán             | 4 940            |
| 140900014       | Juanacatlán             | 815              |
| 140900008       | Colotitlán              | 746              |
| 140900032       | La Ladera               | 208              |
| 140900029       | San Ignacio             | 126              |
| 140900017       | Miraplanes              | 125              |
| 140900019       | Palo Blanco             | 112              |
| 140900012       | La Florida              | 83               |
| 140900055       | El Riego                | 40               |
| 140900027       | El Salatillo            | 32               |
| 140900009       | Copales                 | 28               |
| 140900007       | Cofradía de los Coyotes | 17               |
| 140900011       | Los Encinos             | 14               |
| 140900087       | El Tanque               | 5                |
| 140900038       | Rancho Santa Rosa       | 4                |
| 140900044       | El Desaguadero          | 4                |
| 140900054       | El Guineo               | 2                |
| 140900013       | Higueras                | 1                |
| Total municipal | Total municipal         | 7 302            |

## Economía
Ganadería. Se cría ganado bovino, equino y porcino. Además de aves y colmenas.
Agricultura. Destacan el maíz, sorgo, garbanzo, hortalizas y trigo.
Comercio. Predominan los establecimientos dedicados a la venta de productos de primera necesidad y los comercios mixtos que venden artículos diversos.
Además también predominan pequeños establecimientos como la descremadora, ladrilleria o tejeria y talabartería.
Servicios. Se prestan servicios profesionales, técnicos, comunales, sociales, personales, turísticos y de mantenimiento.
Pesca. Se captura tilapia, bagre, carpa y lobina.
Explotación forestal. Se explotan principalmente las especies de pino, roble y encino.
Gastronomía. Alimentos: birria de chivo y toda clase de antojitos mexicanos. Dulces: huesitos, bolitas de leche, monjitas y gordas de harina de maíz doraditas y endulzadas con piloncillo.
bebidas: cuala (atole de maíz endulzado y con sabores de frutas ácidas), además los ponches con sabores de frutas ácidas y las típicas canelas.

## Turismo
Tenamaxtlan un pueblo con encanto situado al pie de la Sierra de Quila, que sirve de marcos su belleza natural adornado con impresionantes templos y un toque mágico.  Lleno de amable y alegre gente.
Artesanías

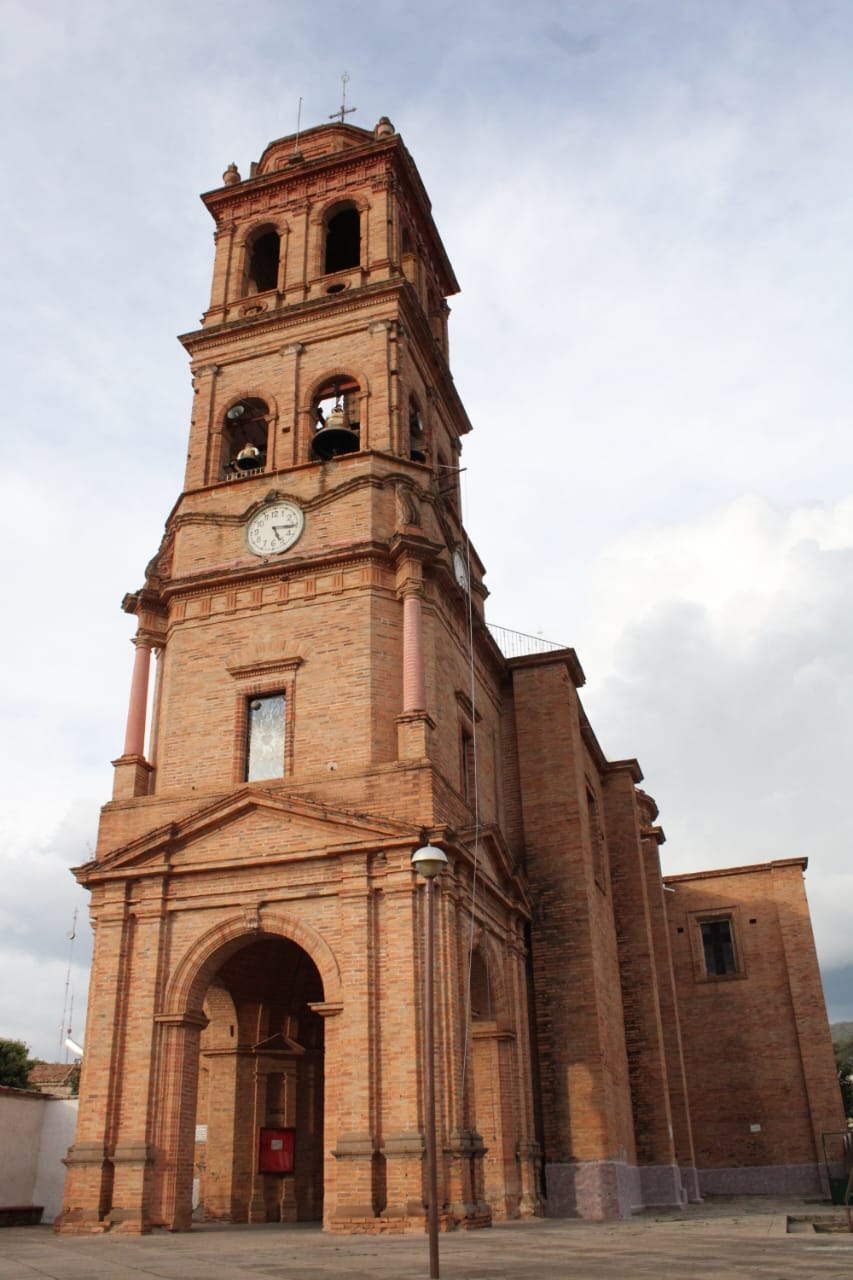
Templo del Sagrado Corazón de Jesús

- Elaboración de: alfarería, equipales, fustes, talabarterías, sarapes, guitarras, herrería, trompos y dulces.

Iglesias
- Templo de Santo Santiago, Apóstol: su construcción data del año 1613-1616, de arquitectura barroca-franciscana.
- Templo del Sagrado Corazón de Jesús.

Bosques y reservas
- Sierra de Quila.
- Cerro Los Moran.
- Bordo de los Copales: un bonito lugar de esparcimiento, ideal para practicar la pesca y disfrutar de los árboles y paseos en lancha.
- Piedra respondedora.
- Piedra de los chivos.

Sitios arqueológicos
- El Churijero.

## Fiestas

### Fiestas civiles

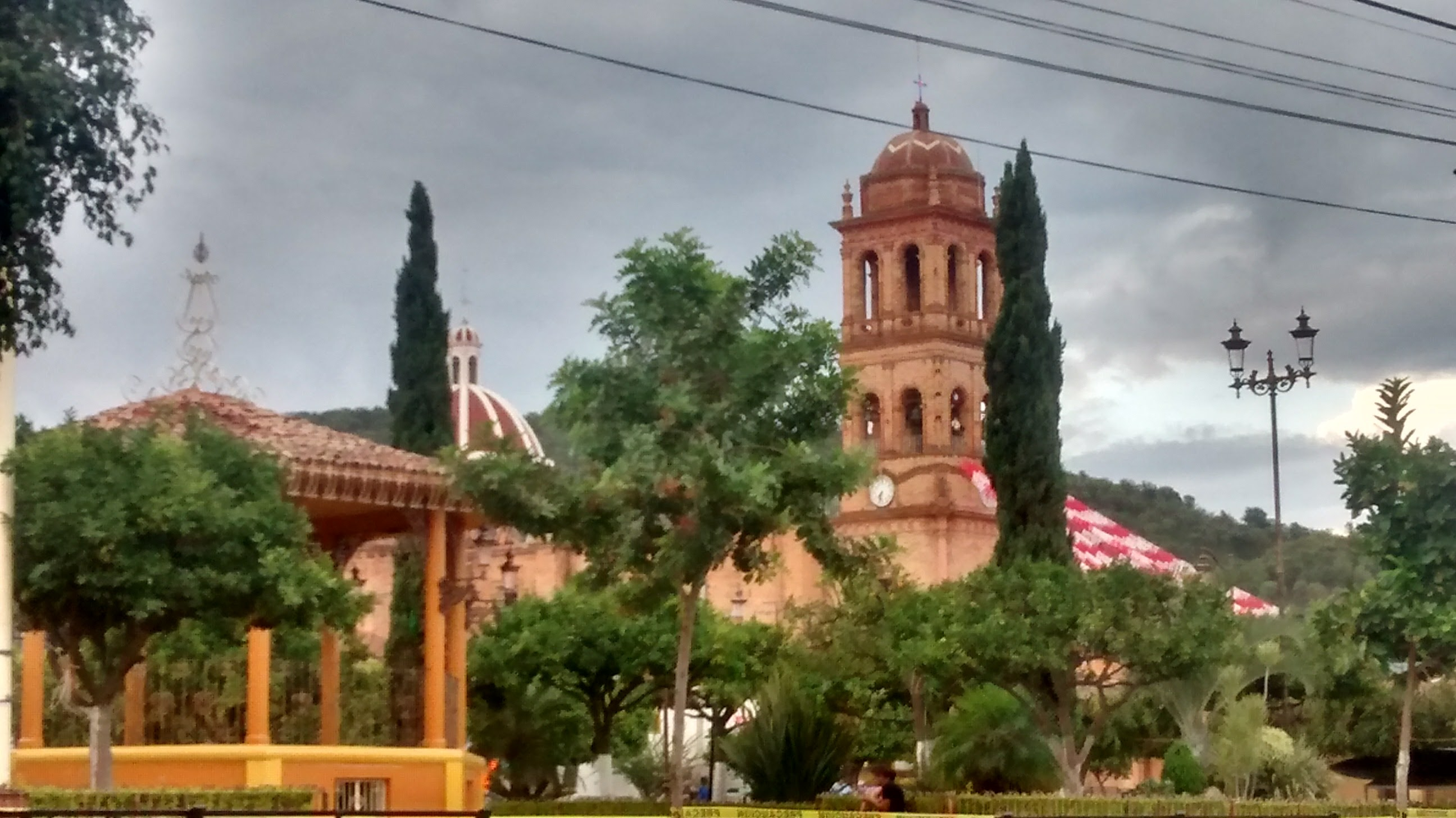
Centro de Tenamaxtlan

- Aniversario de la fundación del municipio. 25 de marzo. Se lleva a cabo la semana cultural.
- Feria charro-taurina. 24 de diciembre al 5 de enero.
- Fiestas de la independencia de México
- Las festividades que se realizan en todo el país.

### Fiestas religiosas
- Año con año se realiza lo que se considera una de las romerías más antiguas de Latinoamérica. La Virgen de la Natividad de Atengo llega al pueblo 2 días después de Corpus Christi donde se recibe a la imagen con gran fervor y devoción. Y es llevada de regreso a su basílica hasta el 30 de agosto. Esta tradición lleva más de 400 años realizándose.
- Fiesta en honor de la Virgen Purísima del Perpetuo Socorro (25-27 de junio)
- Fiestas en honor a la Virgen de la inmaculada Concepción y la Virgen de Guadalupe (30 de noviembre al 12 de diciembre)
- Fiestas en honor al Sagrado Corazón de Jesús comienzan con la llegada de la Virgen de la Natividad de Atengo de 2 días después de Corpus Christi y finalizan hasta el día del Sagrado Corazón.

## Hermanamientos
La ciudad de Tenamaxtlan está hermanada con las siguientes ciudades alrededor del mundo:
- Talpa de Allende, México (2016)[11]
- Teocaltiche, México (2016)[12]
- Jalostotitlán, México (2017)[13]
- San Sebastián del Oeste (2017)[14]
- Villa Guerrero, México (2019)[15][16]